# 五分地镇
五分地镇，是中华人民共和国内蒙古自治区赤峰市翁牛特旗下辖的一个乡镇级行政单位。

## 行政区划
五分地镇下辖以下地区：
五分地村、合成公村、大窝铺村、下新地村、东塔拉村、板石吐村、头分地村、四分地村、八分地村、边家营村、东山村、安家窝铺村、巴达营子村和官仓村。